# فرمو
فرمو (به ایتالیایی: Fermo) یک کومونه در ایتالیا است که در استان فرمو واقع شده‌است.

## خصوصیات
فرمو ۱۲۴ کیلومترمربع مساحت و ۳۷٬۷۶۰ نفر جمعیت دارد و ۳۱۹ متر بالاتر از سطح دریا واقع شده‌است.

## خواهرخوانده
شهرهای آنسباخ، ورپلوتا و باییا بلانکا خواهرخوانده‌های فرمو هستند.